# Barszczewo (gmina Choroszcz)
Barszczewo – wieś w Polsce położona w województwie podlaskim, w powiecie białostockim, w gminie Choroszcz.
W 1921 roku wieś liczyła 60 domów i 386 mieszkańców, w tym 353 katolików i 33 prawosławnych.
Do 1954 roku miejscowość była siedzibą gminy Barszczewo. 
W latach 1975–1998 miejscowość należała administracyjnie do województwa białostockiego.
Wierni kościoła rzymskokatolickiego należą do parafii św. Jana Chrzciciela i św. Szczepana w Choroszczy, wierni prawosławni do parafii Opieki Matki Bożej w Choroszczy